# Teatro dialéctico

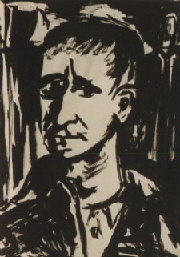
Bertolt Brecht, pieza clave del teatro dialéctico.

El teatro dialéctico (o teatro épico) es un tipo de teatro que se diferencia del teatro clásico (teatro aristotélico) en su función social y su tono político que se desarrolla y se transforma en un subgénero teatral a través de la obra de Bertolt Brecht en el siglo XX. Su origen está influenciado notablemente por la generación del romanticismo alemán y la problemática de la cuestión social en el mundo moderno, principalmente en Alemania.

## Las bases del teatro épico en el romanticismo alemán
Este teatro altamente político parte con el gran aporte de Schiller y Lessing, a fines del siglo XVIII, con un teatro hiriente, recogido de las cenizas de la crítica al desarrollo y la sociedad de clases- presente también en Goethe- y cuyo objetivo, a diferencia del resto del teatro occidental, no era el público burgués sino que las mesas de debate social. Lessing expone en Dramaturgia de Hamburgo la necesidad de romper con el teatro moderno, el cual se opondría al verdadero espíritu occidental. Aunque tenía un vínculo burgués, quería destruir sus vicios artísticos y renovar la belleza de la recreación de los sentidos. Estos vicios estaban en relación pletórica con los residuos medievales dando paso a una escuela teatral alternativa que tendría tres puntos centrales.
- Rechazo por las fórmulas medievales
- Carácter didáctico y abierto del teatro (sacarlo de las cortes)
- Formación social en el arte

El problema para Lessing estaba en la demarcación de clase. Los autores alemanes, más allá de su posición social, se emocionaban frente a las transformaciones sociales de aquella época pero no existía rastro de adhesión a alguna crítica u observación. Con Friedrich Schiller ya se puede hablar de teatro épico. Es su primera gran figura y fue una influencia decisiva no solo para el teatro social sino que para toda la cultura dramática alemana. Su exploración fue por el lado de la humanización de las figuras, dejar la exageración en pos de trabajar con carne y hueso. Se puede hablar de un Schiller totalmente político en historia de la insurrección de los países bajos y marca un extraño puente entre su obra clásica temprana Los bandidos (1781) y, por ejemplo, obras como María Stuardo (1800) o Guillermo Tell (1804). Georg Büchner, a diferencia de los anteriores precursores del drama alemán, fue decididamente radical. También tuvo una corta vida; solo alcanzó a hacer tres obras, pero fueron suficientes como para generar la madurez del teatro político. Woyzeck y la Muerte de Danton fueron fundamentales para inspirar la pluma y el genio técnico de quien consolidaría el teatro épico: Bertolt Brecht.

## Teatro épico
Brecht y Erwin Piscator inauguraron en el siglo XX un teatro de marcado acento social y que en el caso de Brecht marcaría un antes y un después en la historia universal del drama. Piscator con su obra Teatro político experimentó con la vanguardia, las tesis de estética de Georg Lukács y la biomecánica; para la puesta en escena de Piscator, el público también debía ser especial, centrándose en el público de las fábricas y los barrios marginales. Su orden de teatro político trata de ciertos puntos clave:
- Dirección de actores: que el actor tenga conciencia política; eso se debe trabajar didácticamente.
- Escenografía: atracción permanente.
- Repertorio: no existe neutralidad por lo que cada pieza debe tener marcado su acento político; si no, se da a entender su propuesta positivista.

En el caso de Brecht, sus inicios muestran claramente un ímpetu rebelde (Baal, Tambores en la noche) pero aún inscrito en el malestar individual (o sea, parte de la tradición crítica burguesa); todo esto bajo un dolor proveniente de la nada: ¿Qué significa Baal en el mundo? Baal está saciado. Hay ya tanto cielo bajo sus párpados que incluso muerto tiene bastante cielo.
Es cuando Brecht comienza a descubrir las tesis de Karl Marx junto a una profundización del romanticismo de la segunda revolución industrial que consolida su obra y de, paso produce la maduración del teatro político. Clave en esta etapa son las obras Mahagonny, La ópera de la perra gorda y Santa Juana de los Mataderos. Su vinculación con la política creció hasta el punto de dedicarse por un número importante de años casi exclusivamente a la concienciación social a través del arte. El fantasma del nazismo y el capitalismo lo obligan a escapar de Europa, donde al poco tiempo pierde a su gran amigo Walter Benjamin, quien intentaba escapar de Hitler. Tal partida le produce una gran desazón la que solo recupera tras su potente vuelta en Galileo y Madre Coraje, donde se notan claramente las influencias cabalistas de Benjamin y que llevan a Brecht a ingresar a la historia por derecho propio.
Por ese tiempo crea el afamado Berliner Ensemble y se distancia del comunismo hecho que le produce un aislamiento político que lo sumerge en el mundo del teatro, la poesía y el pensamiento anarquista intelectual.

## El teatro dialéctico después de Brecht
El teatro épico nos instala en una reflexión humanista ineludible: la pregunta por lo social. El orden social como engaño (Sartre) tiene otra dimensión que, aun siendo efímera, mueve a una generación tras otra: lo social como voluntad de transformación permanente y amor por el hombre. La violencia del hombre contra el hombre produce un efecto degenerativo en las comunidades y sociedades, y es en ese sentido donde la noción de rebelión cobra su mayor
importancia en la experiencia moderna. Después de la muerte de Brecht queda un vacío creativo, una manera de luchar desde el arte contra la alienación. A pesar de esto, el teatro político toma una fuerza inmensa, traspasando a otros subgéneros y a también influyendo a otras disciplinas artísticas y no artísticas. Alfonso Sastre fue quien se destacó a nivel hispanoamericano como discípulo natural de Brecht, en medio de un contexto en que Iberoamérica se enfrentaba agitadamente sobre la cuestión social y la libertad. Una vez que llegan los 80 junto al neoliberalismo- lo que también significó la muerte de las utopías humanistas modernas y la redención de los pobres- el teatro dialéctico o político se enfrenta al cambio del mundo; ya no era posible hablar de lucha de clases, revolución y humanismo como antes. En ese sentido, Kantor, Novarina y sobre todo Heiner Müller (Máquina Hamlet) muestran lo social en la posmodernidad, creando nuevas posibilidades del arte política bajo un nuevo formato, el de los nuevos tiempos. En una entrevista a Müller aparece la sentencia a una nueva forma de ver la política en el arte:

—No tiene usted la mística del «teatro popular»
—El pueblo que constituiría este teatro ya no existe.